# Geografia Ceuty

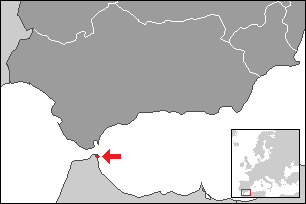
Położenie Ceuty

Ceuta jest jedną z dwóch posiadłości hiszpańskich, leżących na północnym wybrzeżu Afryki. Ceuta to autonomiczne miasto, będące półenklawą Maroka, które leży w południowo-wschodnim krańcu Cieśniny Gibraltarskiej. 

## Powierzchnia, położenie i granice
Powierzchnia - 19.7 km²
Położenie - 35°53'N i 5°18'W
Ceuta od południa i zachodu graniczy z Marokiem na długości 6,3 km. Morze Śródziemne oblewa Ceutę od północy, wschodu i południa. Ceuta w swej wschodniej części ma postać cypla, połączonego ze stałym lądem wąskim przesmykiem. Długość linii brzegowej wynosi 20,4 km.

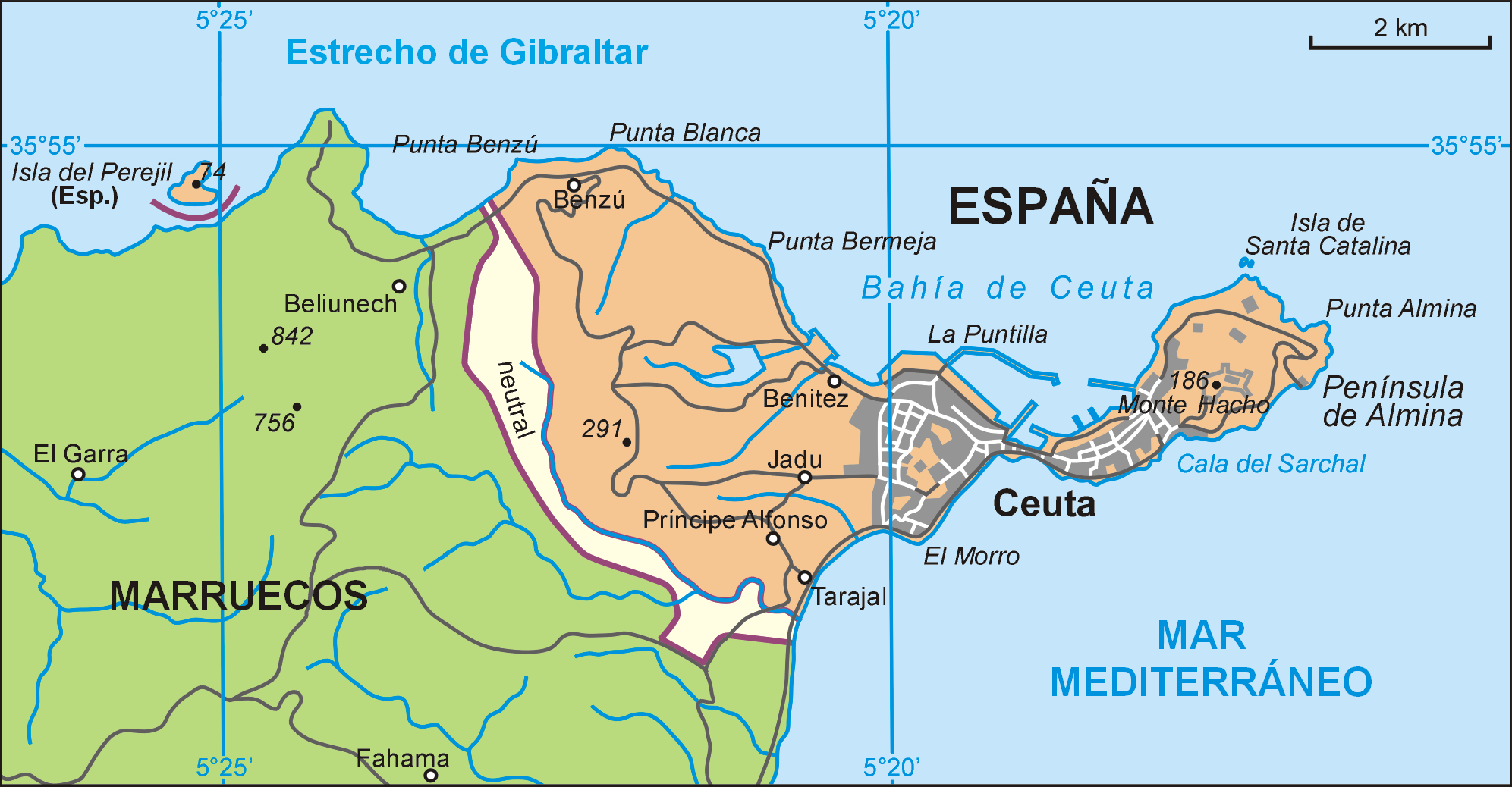
Mapa terytorium

## Budowa geologiczna i rzeźba
Ceuta leży na obszarze Afryki, w jej północnym krańcu. Wybrzeże tego regionu jest skaliste, w znacznej mierze przeobrażone przez człowieka. Obszar Ceuty należy do struktur Atlasu, które są górami sąsiednimi. Zachodnia część enklawy, która nie jest zurbanizowana to obszar należący do młodych, alpejskich struktur Ar Rif. Góry Ar Rif, których część leży w obrębie Ceuty to obszar górski zbudowany  z paleozoicznych skał metamorficznych i mezozoicznych skał osadowych. 
Pomijając środkową cześć Ceuty, która jest przesmykiem, to obszar o górzystym charakterze. Wysokości nad poziomem morza są niewielkie. Skrawek gór Ar Rif, leżący w zachodniej części Ceuty to w zasadzie obszar podgórski, o niewielkich wysokościach na poziom morza. Na terytorium Ceuty wznosi się Monte Hacho, wzgórze uznawane za afrykański Słup Heraklesa. Najwyższym punktem Ceuty jest Monte Anyera o wysokości 349 m n.p.m.

## Klimat
Ceuta leżąc na wybrzeżu północno-zachodniej Afryki leży w regionie klimatu podzwrotnikowego o jego śródziemnomorskiej odmianie. W okresie zimowym terytorium dostaje się pod wpływ wilgotnych i chłodnych mas powietrza polarnomorskiego, które wiosną ustępuje miejsca masom zwrotnikowym.  
Temperatury swoim rozkładem rocznym odzwierciedlają ciepły śródziemnomorski klimat, który występuje na obszarze tego terytorium. W okresie zimowym średnie wartości wynoszą 12–14 °C, zaś latem w okresie czerwiec-wrzesień to 19–22 °C. Temperatury są dość łagodne ze względu na działanie Morza Śródziemnego i obecność gór Atlas. Najwyższe wartości termiczne latem wynoszą 25 °C. 
Przebieg opadów uwarunkowany jest położeniem geograficznym, rzeźbą terenu i obecnością morza. Największe opady występują w okresie zimowym i skupiają się od listopada do kwietnia. Latem opady są najniższe i występują co najmniej jeden miesiąc bez opadów. Z reguły przez cały lipiec i sierpień panuje susza. Opady w skali roku są wysokie i wynoszą przeciętnie 750-800 mm. 

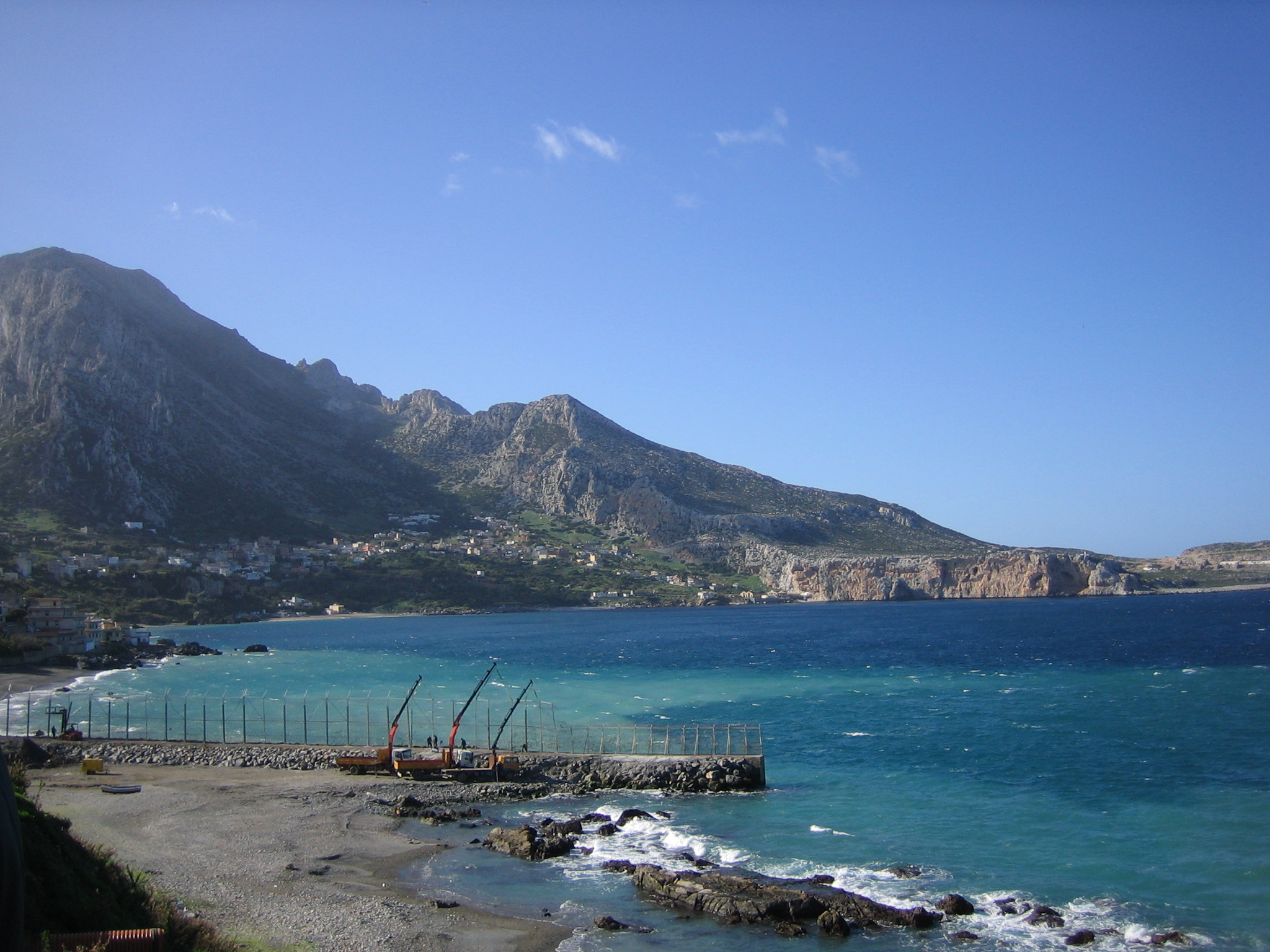
Wybrzeże i leżące w oddali obszary przedgórskie pasma Ar Rif

## Wody
Występuje niewielka sieć krótkich rzek okresowych spływających ze zboczy górskich w zachodniej części Ceuty. Rzeki na okres letni wysychają. Na terytorium Ceuty znajdują się dwa niewielkie jeziora.

## Przyroda
We wschodniej części miejsce biosfery zajęły tereny miejskie. Szata roślinna zachowała się jedynie w zachodniej części enklawy. Naturalną formację roślinną stanowią twardolistne zarośla z łanami opuncji oraz zbiorowiska leśne składające się m.in. ze śródziemnomorskich gatunków sosen i  dębów. 
Fauna na obszarze Ceuty ma niekorzystne warunki do rozwoju ze względu na wysoki poziom urbanizacji i dużą gęstość zaludnienia. Ceuta należy do śródziemnomorskiej krainy zoogeograficznej. W obrębie enklawy występują głównie gatunki zwierząt przyzwyczajonych do życia w sąsiedztwie człowieka. Liczne jest ptactwo, głównie gatunki morskie.